# Hansi (rysownik)
Jean-Jacques Waltz, ps. Hansi (ur. 23 lutego 1873 w Colmarze, zm. 10 czerwca 1951 tamże) – francuski rysownik i pisarz, uczestnik I wojny światowej jako żołnierz w armii francuskiej, autor ilustrowanych przez siebie książek o Alzacji, po 1918 pracownik muzeum w Colmarze, popularny we Francji jako obrońca francuskiego (a nie niemieckiego) charakteru Alzacji. Dwukrotnie został odznaczony Krzyżem Wojennym z Palmą, raz podczas I wojny światowej i ponownie podczas II wojny światowej za pracę w ruchu oporu, i został mianowany Komandorem Legii Honorowej.